# Dickson (jezero)
Dickson (španělsky Lago Dickson) je ledovcové jezero nacházející se v jižní Patagonii v oblasti Jihopatagonského ledovcového pole. Svůj název jezero dostalo podle britského kapitána Bertrama Dicksona, který zde v roce 1902 působil jako odborník v kauze urovnání hraničního sporu. Jiné zdroje však tvrdí, že jezero svůj název dostalo podle barona Dicksona a dal mu jej geolog Otto Nordenskjöld.

## Vodní režim
Od roku 1998 se nachází na území dvou států: Argentiny a Chile. Do té doby se však celé nacházelo v Chile. Důvodem změny je ustupování ledovce Dickson. Voda do jezera přitéhá ze tří ledovců, kromě Dickson ještě Cubo a Frías. Z jezera odtéká řeka Paine do jezera Toro.